# Улица Софьи Ковалевской (Екатеринбург)
Улица Со́фьи Ковале́вской — улица в жилом районе «Втузгородок» Кировского административного района Екатеринбурга. Названа именем Софьи Васильевны Ковалевской (1850—1891), выдающегося математика, писателя и публициста, первой в мире женщины-профессора и члена-корреспондент Академии наук..

## Расположение и благоустройство
Улица проходит с юга на север между улицами Мира (к западу) и Комсомольская (к востоку). Начинается от Т-образного перекрёстка с улицей Малышева и заканчивается Т-образным перекрёстком у улицы Академическая. Пересекается с улицей Первомайской. С чётной стороны к улице примыкает переулок Лобачевского, с нечётной стороны примыкания улиц отсутствуют. Протяжённость улицы составляет около 1200 метров. Ширина проезжей части — около 7—8 м (по одной полосе в каждую сторону движения). 
На протяжении улицы имеется два светофора (на перекрёстках с улицами Первомайской и Малышева), нерегулируемых пешеходных переходов не имеется. С обеих сторон улица оборудована тротуарами и уличным освещением. Нумерация домов начинается от улицы Малышева.

## История
Улица впервые показана как планируемая на плане Свердловска 1932 года, названия не имела. На плане Свердловска 1947 года носит наименование «ул. Молотова». На городских планах 1939 и 1942 годов, а также на плане 1947 года показана административная застройка на месте современного комплекса зданий Уральского отделения Российской академии наук (квартал улиц Академическая — Комсомольская — Софьи Ковалевской).

## Здания и сооружения
По нечётной стороне:

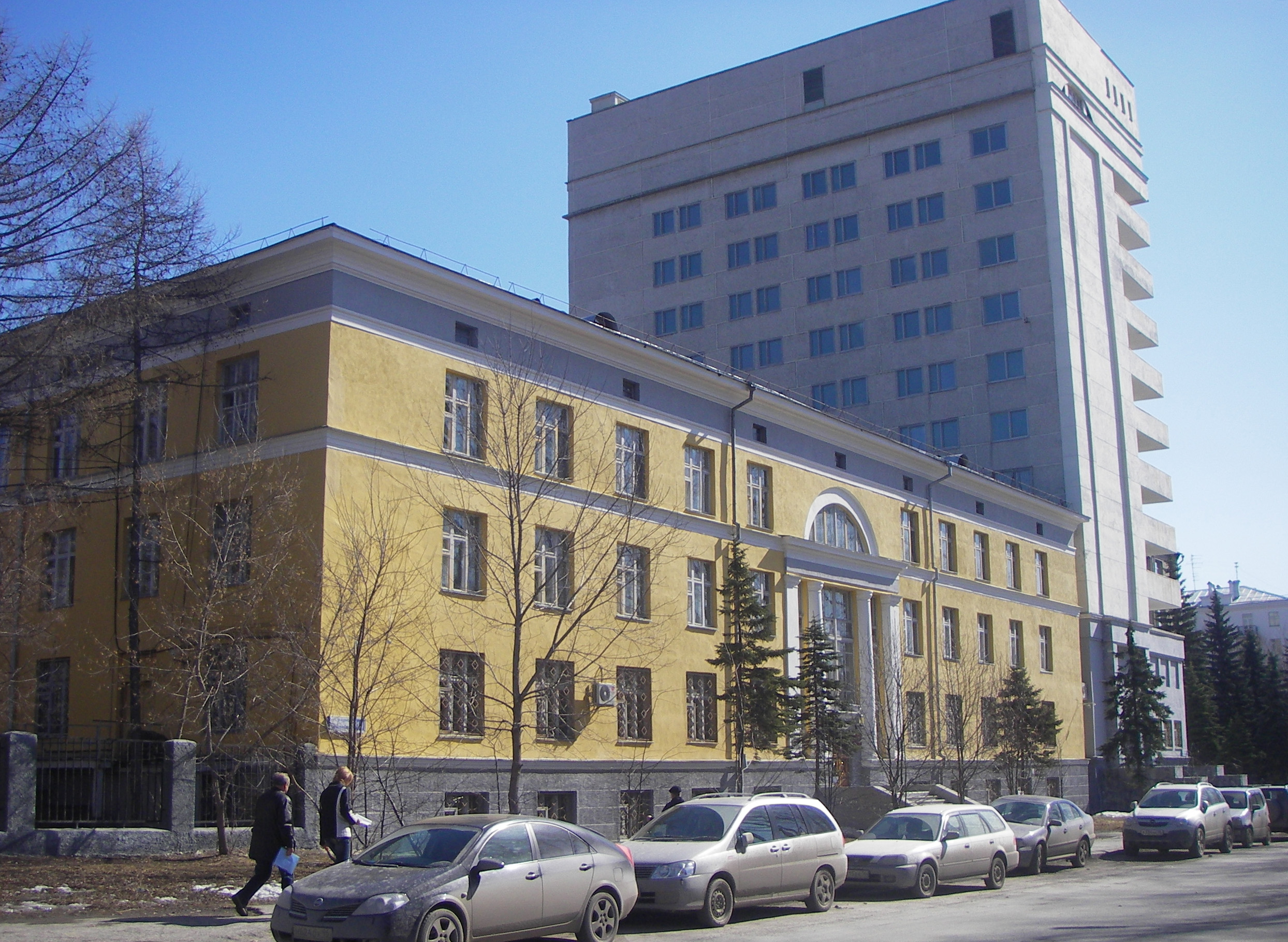
Институт математики и механики УрО РАН

- № 5 — Здание Теплоэнергетического факультета Уральского государственного технического университета;
- № 15 — Административное здание Ботанического сада УрО РАН;

По чётной стороне:
- № 14 — Здание Президиума Уральского отделения Российской академии наук
- № 16 — Здание Института математики и механики УрО РАН;
- № 18 — Здание Института физики металлов УрО РАН;
- № 20, 22а Здания УрО РАН;

## Транспорт

### Наземный общественный транспорт
- Остановка «Софьи Ковалевской»:

Автобус: № 58, 75, 90;
Троллейбус: № 25, 32, 36;

### Ближайшие станции метро
Действующих станций метро поблизости нет. В отдалённой перспективе приблизительно в 400 метрах западнее перекрёстка улицы с переулком Лобачевского планируется строительство станции 2-й линии Екатеринбургского метрополитена  «Политехническая», а в 700 м от конца улицы к северо-западу и северо-северо-востоку соответственно — строительство станций 3-й линии  «Гагаринская» и  «Студенческая».